# Untappd
Untappd is een geosociale netwerkdienst en mobiele app die het zijn gebruikers mogelijk maakt hun bieren in te checken als ze ervan drinken, en deze check-ins en hun locatie te delen met hun vrienden.
Untappd is voorzien van een functionaliteit waarmee gebruikers het bier dat ze consumeren kunnen beoordelen, badges verdienen, foto's te delen van hun bieren, de bierkaart in te zien van nabijgelegen locaties, zien welke bieren hun vrienden drinken, en soortgelijke dranken voor te stellen. In 2016 zorgt een bijgewerkte versie van de applicatie er voor dat gebruikers een bier kunnen vinden door het scannen van de barcode en een Uber kunnen bestellen rechtstreeks naar de plek waar ze ingecheckt zijn om rijden onder invloed tegen te gaan.
Untappd kan de check-ins delen met Twitter en Facebook accounts van zijn gebruikers, en gebruik maken van locaties uit Foursquare.

## Badges
Als een gebruiker verschillende bieren incheckt, krijgen ze verschillende badges. Deze badges zijn verdeeld in bier badges, locatie badges en speciale badges. Bier badges zijn bijvoorbeeld gebaseerd op hoeveel verschillende bieren er geconsumeerd zijn (bijvoorbeeld 100, 500, 1000), 5 verschillende van een specifiek land, 5 van een type, zoals amber of wit, of 6 check-ins van 1 bier. Locatie badges zijn voor het inchecken op locaties, zoals verschillende bars, verschillende bars in een nacht, sportveld enzovoort. Speciale badges zijn beschikbaar als een bier wordt ingecheckt op speciale dagen zoals Kerstmis, oudejaarsavond, of de verjaardag van Untappd.

## Geschiedenis
Op 17 januari 2014 werd bekend dat Untappd de 1 miljoen gebruikers heeft overschreden en in april 2016 hadden ze 3,2 miljoen gebruikers.
Op 15 januari 2016 kondigde Untappd aan dat het een dochteronderneming van Next Glass is geworden, een applicatie om bier en wijn te beoordelen en aan te bevelen. Beide bedrijven hebben aangegeven dat hun applicaties onafhankelijk blijven, maar zullen kunnen profiteren van verbeterde data-integratie.